# 스파스클레피키

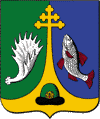
시 문장

스파스클레피키(러시아어: Спас-Кле́пики)는 러시아 랴잔주 북부에 위치한 도시로, 인구는 6,153명(2002년 기준)이며 랴잔(랴잔 주의 주도)에서 북동쪽으로 67km 정도 떨어진 곳에 위치한다.
16세기 클레피키(Кле́пики)라는 마을이 건설되었고 1920년 시로 승격되었다.